# Predikstolen (fornborg)
Predikstolens fornborg är en fornborg sydväst om Uppsala. Predikstolen är också namnet på den anslutande 10-15 meter höga lodräta klippväggen i utkanten av skogsområdet Nåsten i det kommunala naturreservatet Hågadalen-Nåstens naturreservat. I en stor ring ovanpå hällarna ligger en utspridd vall av stenar.
Predikstolen ligger tre kilometer söder om Håga, som på bronsåldern var ett maktcentrum. Fornborgen låg utmed den ena av seglingslederna dit (nu Hågaån) och anses ha fungerat som det viktigaste vaktstället för Håga. 
Fornborgen har en utsträckning på upptill 470 x 250 meter i riktning nordnordväst–sydsydost och täcker 4,5 hektar. Till huvudborgen angränsar på sydsidan en förborg på 1,5 hektar. Huvudborgen begränsas av en 760 meter lång ringvall, förutom längs kortare avsnitt i öster och sydsydost, där berget stupar brant. Vallen är 0,2-1,5 meter hög och 2-15 meter bred, högst och bredast i nord-nordväst, där terrängen är flackast. Längs hela den södra och sydsydostliga sidan avgränsas borgen av den upp till tio meter höga klippbranten. Fornborgens vallar byggdes i två faser, varav den tidigaste  har daterats till Period III (1300–1100 före Kristus). Dess byggnader förstördes av eld någon gång under Period V, vilket ger datering fram till 800 före Kristus. 

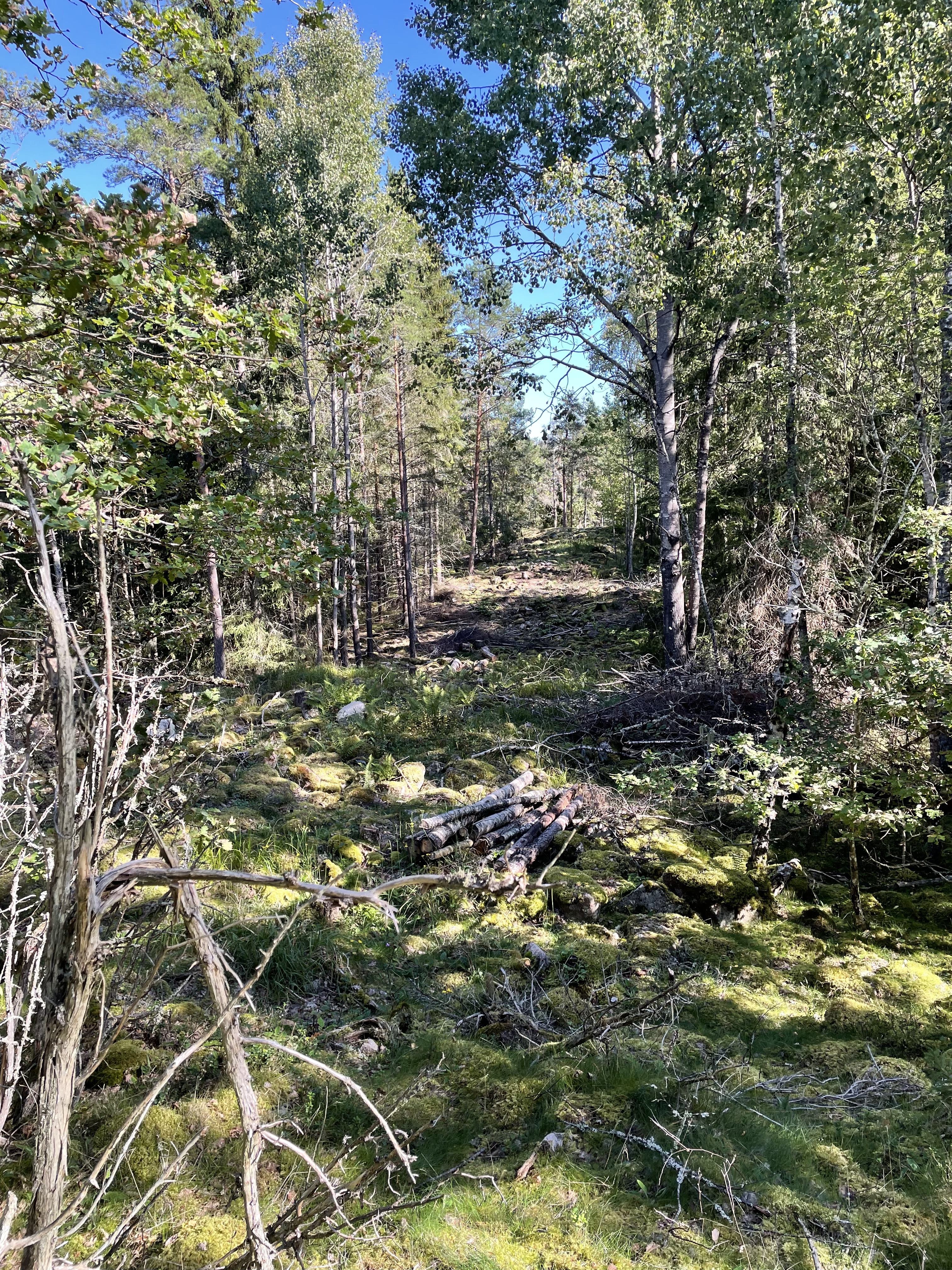
Fornborgens norra murvall, sedd från väster.

I fornborgens nordöstra del finns i vallen en mindre svacka, där en stig löper in i borgen. Två tydliga ingångar finns också i den norra respektive sydvästra delen. Området innanför borgvallen är starkt kuperat. 
Huvudborgen är skild från förborgen i söder av en mellanliggande sänka. Fornborgen är beväxt med blandskog. 
Carl von Linné tog sina studenter till Predikstolen på exkursion.